# レッテンバッハ・アム・アウアーベルク
レッテンバッハ・アム・アウアーベルク (ドイツ語: Rettenbach am Auerberg、公式の表記は Rettenbach a.Auerberg) は、ドイツ連邦共和国バイエルン州シュヴァーベン行政管区のオストアルゴイ郡に属す町村（以下、本項では便宜上「町」と記述する）で、シュテッテン・アム・アウアーベルク行政共同体を構成する自治体の一つである。

## 地理

### 自治体の構成
この町は、公式には6つの地区 (Ort) からなる。このうち小集落や孤立農場などを除く集落を以下に列記する。
- フランカウ
- レッテンバッハ・アム・アウアーベルク

## 歴史
1978年にレッテンバッハはシュテッテン・アム・アウアーベルクに合併した。粘り強い交渉の末、1993年10月6日に再び独立した自治体となり、シュテッテンと行政共同体を設立した。

## 行政
町長はライナー・フリードル (Dorfgemeinschaft) である。

### 紋章
図柄: 波線により斜め二分割。向かって左上は黒地に金のロゼッタ模様。向かって右下は銀地に赤い波帯。

## 経済
レッテンバッハの経済は、農業が支配的である一方、多くの中小企業（機械製造業）もある。たとえば、林業機械製造のプファンツェルト・マシーネンバウや農業機械製造のクーゲルマンがある。レッテンバッハにはドイツ初の純粋な植物油の貯蔵基地がある。地域経済振興のために新しい商店「ヴァイヒベルクマルクト」が造られ、2007年6月14日に開店した。レッテンバッハは2003/04、2004/05、2006/07、2007/08のシーズンに、設備された太陽光発電や太陽熱発電の町で創るゾラーブンデスリーガのトップの位置にあった。

## 人物
- アントン・ガイス（1858年 - 1944年）1918年 - 1920年のバーデン大統領

## 引用
1. ↑  https://www.statistikdaten.bayern.de/genesis/online?operation=result&code=12411-003r&leerzeilen=false&language=de Genesis-Online-Datenbank des Bayerischen Landesamtes für Statistik Tabelle 12411-003r Fortschreibung des Bevölkerungsstandes: Gemeinden, Stichtag (Einwohnerzahlen auf Grundlage des Zensus 2011)
2. ↑  Bayerische Landesbibliothek Online